# Гросс, Владислав Олегович
Владислав Олегович Гросс (род. 3 января 1998, Новокузнецк, Кемеровская область) — российский хоккеист, вратарь.

## Биография
Сын хоккеиста и функционера Олега Гросса. Воспитанник уфимского «Салавата Юлаева», где с 2006 года генеральным менеджером работал отец.
В сезоне 2015/16 провёл два матча за команду МХЛ-Б «СКА-Варяги», был в составе молодёжной команды финского клуба «Пеликанс». В мае 2016 года перешёл в систему екатеринбургского «Автомобилиста», где к тому времени работал его отец. Начал играть за команду «Авто» из МХЛ. В сезоне 2018/19 также провёл 16 матчей за «Горняк» Учалы и один — за «Металлург» Новокузнецк в ВХЛ.
5 октября 2019 года в домашнем матче против московского «Динамо» (1:4) дебютировал в КХЛ, заменив при счёте 1:4 Якуба Коваржа на 46-й минуте. Провёл ещё один матч в этом сезоне и 9 — в следующем; также выступал за «Горняк». В декабре 2021 года перешёл в «Динамо» Рига, провёл один матч. В первой половине сезона 2022/23 играл за команды ВХЛ «Дизель» Пенза и «Буран» Воронеж.